# El Imparcial (periódico sonorense)
El Imparcial es un periódico mexicano fundado en 1937. Se redacta en español.
Tiene su sede en Hermosillo, Sonora y cuenta con dos diarios hermanos en las ciudades Mexicali y Tijuana.
La publicación está a cargo de la empresa Editores del Noroeste S.A. de C.V., misma que publica los periódicos Crónica de Mexicali y Frontera de Tijuana
ELIMPARCIAL.COM es el nombre de la edición digital del diario.

## Historia
El Imparcial fue fundado el primero de mayo de 1937 por don Abraham Mendívil en Hermosillo, Sonora. En 1939, el periódico fue adquirido por José Santiago Healy Brenan, originario de Monterrey, Nuevo León, quien sentó las bases periodísticas para operar el diario y procuró la objetividad del mismo.
En palabras propias de Healy:
- "Hacer del periódico instrumento de odios, de rencores, de pasiones o de intereses personales, es negarle su influencia de beneficio social"

Bajo la dirección de Healy el periódico aumentó su aceptación y el número de lectores, extendiendo así su penetración a los más amplios sectores y núcleos sociales.
El 7 de octubre de 1968, al fallecer el señor Healy, José Alberto Healy Noriega, hijo de José Santiago; que llevaba desde 1948 en el oficio periodístico, asume la dirección general del periódico. José Alberto mantiene los objetivos del periódico y procurando la modernidad se realiza la vital adquisición de cuatro prensas offset. Se introdujo la impresión a color.
En 1977, ingresó a la Asociación de Editores de los Estados, lo que nutrió sus técnicas periodísticas de la época.
En 1985, renovó su imagen y fue categorizado dentro de los cinco mejores periódicos del país, y a su vez considerándose el más importante del noroeste.
En 1990, el Instituto Verificador de Medios lo reconoció como el segundo periódico con mayor penetración del país.
En 2003, Juan Fernando Healy Loera fue designado como nuevo presidente y director general de Editores del Noroeste S.A. de C.V.

### Directores
El Imparcial ha tenido seis directores desde su fundación en 1937.
| Años             | Director                    |
| ---------------- | --------------------------- |
| 1937-1939        | Abraham Mendívil            |
| 1939-1968        | José Santiago Healy Brennan |
| 1968-1982        | José Alberto Healy Noriega  |
| 1982-2003        | José Santiago Healy Loera   |
| 2003-2021        | Juan Fernando Healy Loera   |
| 2021 (Sep.-Dic.) | Luis Alberto Healy Loera    |
| 2022-            | Juan Fernando Healy Loera   |

## Ediciones y formato
El periódico se publica en formato berlinés y existe una versión digital del impreso disponible solamente a suscriptores.

## Edición electrónica
El sitio web www.elimparcial.com publica información relevante en un formato de historia en artículos, divididos en las secciones:
- Policiaca
- Lo curioso
- Entretenimiento
- Deportes
- Noticias Nacionales
- Noticias Internacionales
- Noticias en Sonora
- Noticias de Ciudad Obregón
- Noticias de Hermosillo
- Noticias de Nogales
- Noticias de Arizona

## Suplementos
- (1994-) La Crónica. Tabloide publicado en Mexicali, Baja California
- (1999-) Frontera. Tabloide publicado en Tijuana, Baja California.
- (2004-) La I. Tabloide con uso extensivo de recursos gráficos y calidad periodística disminuida. Circula en Hermosillo, Sonora.
- (2016-) El Rapidín. Análogo del anterior pero con circulación en Tijuana, Baja California.